# Massad Ayoob

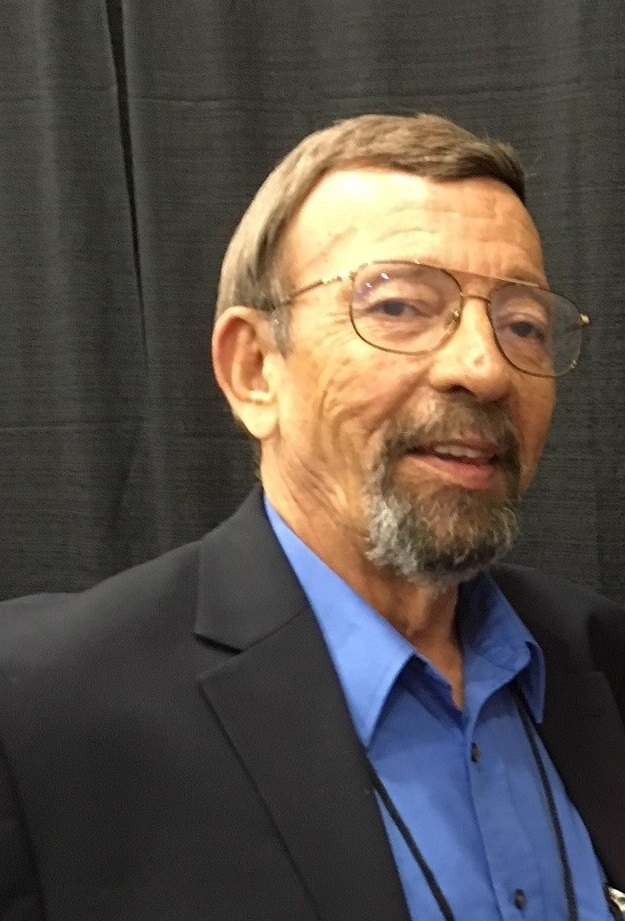
Massad Ayoob (2018)

Massad F. Ayoob (* 20. Juli 1948 in den Vereinigten Staaten) ist ein US-amerikanischer Autor.

## Leben und Wirken
Massad Ayoob war 43 Jahre lang Polizeibeamter. Er hat zahlreiche Sachbücher zu bewaffneter Selbstverteidigung und Schusswaffen verfasst. Im Zusammenhang mit School shootings befürwortet er das Waffentragen auch bei Lehrern in den USA und behauptet, dass sich das bei israelischen Lehrern zum Schutze der Schüler bewährt habe. Er ist Präsident der Second Amendment Foundation.

## Publikationen
- 1980: In The Gravest Extreme: The Role of the Firearm in Personal Protection. Police Bookshelf, ISBN 978-0-936279-00-8.
- 1983: The Truth About Self-Protection. ISBN 978-0-936279-13-8.
- 1986: Stressfire. Volume I of Gunfighting for Police: Advanced Tactics and Techniques with Ray Chapman. Police Bookshelf, ISBN 978-0-936279-03-9.
- 1986: Gunproof Your Children / Massad Ayoob's Handgun Primer. Police Bookshelf, ISBN 978-0-936279-05-3.
- 1986: Hit The White Part. ISBN 978-0-936279-01-5.
- 1987: The Semi-Automatic Pistol in Police Service and Self Defense. Police Bookshelf, ISBN 978-0-936279-07-7.
- 1992: Stressfire II: Advanced Combat Shotgun. Volume II of Gunfighting for Police: Advanced Tactics and Techniques. Police Bookshelf, ISBN 978-0-936279-11-4.
- 1994: Effective Defense: The Woman, the Plan, the Gun with Gila May-Hayes. ISBN 978-1-885036-01-8.
- 1995: Ayoob Files: The Book. Police Bookshelf, ISBN 978-0-936279-16-9.
- 1996: Fundamentals of Modern Police Impact Weapons. ISBN 978-0-398-03748-2.
- 2002: mit Chuck Taylor: The Gun Digest Book of Combat Handgunnery 5th Edition. Krause Publications, Iola 2022, ISBN 978-0-87349-485-4.
- 2004: The Gun Digest Book of SIG-Sauer: A Complete Look at SIG Sauer Pistols. ISBN 978-0-87349-755-8.
- 2005: The Gun Digest Book of Beretta Pistols: Function, Accuracy, Performance. ISBN 978-0-87349-998-9.
- 2007: The Gun Digest Book of Combat Handgunnery 6th Edition. ISBN 978-0-89689-525-6.
- 2008: The Gun Digest Book of Concealed Carry. ISBN 978-0-89689-611-6.
- 2010: Greatest Handguns of The World. ISBN 978-1-4402-0825-6.
- 2011: Combat Shooting with Massad Ayoob. ISBN 978-1-4402-1857-6.
- 2012: Greatest Handguns of The World Volume 2. ISBN 978-1-4402-2869-8.
- 2012: Gun Digest Book of Concealed Carry 2nd Edition. ISBN 978-1-4402-3267-1.
- 2014: Gun Safety in the Home. ISBN 978-1-4402-3987-8.
- 2014: Gun Digest Book of SIG-Sauer 2nd Edition. ISBN 978-1-4402-3914-4.
- 2014: Deadly Force: Understanding Your Right to Self Defense. ISBN 978-1-4402-4061-4.